# Ашхабад (стадион)
«Ашхаба́д» (туркм. Aşgabat stadiony) — многофункциональный стадион, открывшийся 28 октября 2011 года. Расположен в городе Ашхабад, вмещает 20 000 зрителей. Построен в 2009-2011 годах. На стадионе проводят матчи футбольные клубы Высшей лиги Туркменистана.

## Описание
В спорткомплексе разместилось футбольное поле с искусственным покрытием, вокруг которого пролегли легкоатлетические беговые дорожки с тартановым покрытием, секторы для прыжков в длину, высоту, а также площадки для гимнастических соревнований и тренировок. В здании стадиона имеются 17 тренировочных залов для занятий различными видами спорта.
В подвальном этаже размещены теннисный корт, зал для волейбола, баскетбола, бадминтона, залы для боулинга с фитобаром, индивидуальной силовой подготовки, спортивный зал общего назначения, крытая беговая дорожка, плавательные бассейны для детей и взрослых, комната для проведения допинг-контроля и медпункт, там же размещены комнаты для тренеров, судей, комиссара матча, массажные кабинеты, душевые, раздевалки. В распоряжении спортивных обозревателей, тележурналистов, фотокорреспондентов — пресс-центр, отдельные кабинеты для работы, а также зал для проведения пресс-конференций, оборудованный кабинками для синхронного перевода.
На цокольном этаже — залы для настольного тенниса, тяжелой атлетики, борьбы, бокса с олимпийским рингом, гимнастики, физкультуры и фитнесса, хореографии, шейпинга, костюмерные для артистов, билетные кассы, кафе и магазины. Также предусмотрены пандусы для инвалидных и детских колясок.
Первый и второй этажи занимают трибуны и кафетерии, кабинеты первой медицинской помощи, буфеты, офисы. Здесь же размещается выставочная галерея, интернет-кафе и видеозал для детей, а также медицинский центр для спортсменов. Один из секторов отдан под VIP и CIP трибуны.
На третьем этаже находятся кабины телевизионных служб.
На территории спорткомплекса имеются площадка для занятий картингом, открытые тренировочные площадки для футбола, волейбола, баскетбола и четыре теннисных корта, открытая и крытая автостоянки, рассчитанные на 1252 машин.
Освещение арены соответствует стандартам FIFA (2000 люкс).

## История
В 2009 году по поручению Президента Туркменистана Гурбангулы Бердымухамедова выделено финансирование на строительство многопрофильного стадиона для проведения праздничных мероприятий на 20 000 зрительских мест. Строительство вела турецкая компания «Полимекс».
Открытие стадиона «Ашхабад» состоялось 28 октября 2011 года. В торжественном открытии спорткомплекса приняли участие Президент Туркменистана Гурбангулы Бердымухамедов, туркменские политики. В рамках церемонии открытия на поле нового стадиона состоялось грандиозное красочное представление, посвященное Дню Независимости Туркменистана. Праздник завершился традиционным долгим и красочным фейерверком.
Первый официальный международный матч был сыграл 9 февраля 2015 года между «Ахалом» и бишкекским «Дордоем» в рамках квалификации Кубка АФК 2015, когда матч посетили 15 000 зрителей.

## Крупнейшие спортивные мероприятия
- 2012 — Кубок Президента Туркменистана 2012.
- 2012 — Кубок Туркменистана по футболу 2012.